# Сусурлукский скандал
Сусурлукский скандал — политический скандал, вспыхнувший в Турции в середине 1990-х годов, в который были вовлечены турецкое правительство, национальные вооружённые силы и представители организованной преступности. В ходе скандала были установлены факты экономических и политических связей между правительственными структурами, силами разведки и мафией.
Скандал разгорелся в ходе наиболее активной фазы турецко-курдского конфликта, в период его наибольшего военно-политического обострения, когда Совет национальной безопасности призвал всех мобилизовать силы для продолжения силовой борьбы с Рабочей партией Курдистана. Вся суть скандала всплыла в связи с автокатастрофой, которая произошла 3 ноября 1996 года недалеко от города Сусурлук в провинции Балыкесир. В числе жертв этой катастрофы, которая изначально показалась слишком подозрительной, были заместитель начальника департамента полиции Стамбула, член турецкого меджлиса, который возглавлял влиятельный курдский клан, а также Абдулла Чатлы, один из лидеров ультранационалистической праворадикальной организации «Бозкурт». Последний входил в красный список Интерпола и был определён как «киллер по контракту».

## Разные взгляды на проблемы турецко-курдских отношений
Государственные военно-разведывательные структуры Турции спровоцировали эскалацию курдского конфликта примерно в 1984 году. В середине 1980-х годов турецко-курдское политическое противостояние характеризовалось как конфликт низкой интенсивности, в ходе которого периодически вспыхивали уличные беспорядки и акции гражданского неповиновения, а также вспышки диверсионно-террористической активности, сопровождаемые умеренным применением военной силы против регионов, в которых преобладало курдское население и этноконфессиональные группы, не исповедовавшие ислам. Конфликт существенно обострился и принял более радикальные формы после того, как руководство РПК приняло решение об объявлении независимости к 1994 году. К концу 1992 года состоялись ожесточённые дебаты в Совете национальной безопасности Турции по поводу выбора оптимальной модели реагирования на проявления курдского индепендентизма. Сторонниками мирного (невоенного, политического) решения проблемы курдского повстанческого движения являлись президент Тургут Озал и генерал Эшреф Битлис. Удивительным образом оба политика скончались при загадочных обстоятельствах в 1993 году, после чего видных сторонников невоенного решения проблемы стремления курдов к независимости практически не осталось. В этом же году руководство СНБ Турции приняло решение к проведению секретной операции, предполагавший осуществление актов последовательного диверсионного вмешательства с применением сил специального назначения с целью подавить стремление курдов к национальному и политическому обособлению. Большинство сил спецназа составляли опытные бойцы секретных подпольных организаций Контргерилья, которая являлась частью натовской антисоветской операцией, стартовавшей с середины 1950-х годов во время острой фазы геополитического противостояния в Холодной войне.

## Борьба с курдами
Антикурдские диверсионные акты были спланированы уже с 1990-х годов в условиях ослабления СССР и демонтажа коммунистической идеологии в Восточной Европе. Заместитель премьер-министра Турции Тансу Чиллер совместно с влиятельным лидером Демократической партии Мехметом Кемалем Агаром организовала обучение сил полиции Турции для того, чтобы парализовать деятельность РПК и ликвидировать её лидера Абдуллу Оджалана. Бойцы полиции, ответственные за выполнение задания, одновременно являлись участниками секретной диверсионной организации — Департамента по спецоперациям (тур. Özel Harekat Dairesi, ÖHD). В планировании расправы над курдскими политическими деятелями участвовал и профессиональный наёмный убийца и диверсант Абдулла Чатлы. Решение привлечь Чатлы к разработке операции испугало Национальную разведывательную организацию, воспринимавшую Чатлы как радикального неофашистского боевика и человека, не чуждавшегося террористических мер в своей агентурной деятельности. В то же время ранее НРО фактически привлекала Абдуллу Чатлы к участию в ликвидации членов Тайной армии освобождения Армении (ASALA) . Разработка операции против курдов усложнялась тем обстоятельством, что Мехмет Эймюр, ответственный за антитеррористическую деятельность при НРО, имел напряжённые отношения с Агаром. В связи с этим ряд журналистов и политологов в Турции и за рубежом окрестили этот скандал «борьбой двух Мехметов».

## Связь с наркопоставками и санкциями против Ирака
Один из экспертов в области разведывательной деятельности Махир Каинак охарактеризовал деятельность полицейских структур как «проевропейскую», а лагерь, представленный разведывательной элитой в лице координаторов НРО как «проамериканский». Одновременно с этим в турецкие СМИ стала просачиваться информация о том, что часть государственных структур и якобы РПК получали крупную прибыль от контрабанды наркотических веществ. В то же время правительственные органы оправдывались тем, что вынуждены были прибегать к нелегальному бизнесу (наркопоставкам) в связи с существенными убытками, понесёнными государством из-за присоединения к антииракским санкциям после Войны в Персидском заливе. Как Агар, так и Чиллер, подавшие в отставку после развития скандала, были обвинены в покрытии контрабанды героина, приносившей её кураторам многомиллионные профиты, ни один из них не понёс юридического наказания, если не считать репутационных потерь. Более того, Мехмет Кемаль Агар даже был переизбран в меджлис от демократической Партии истинного (верного) пути после успешно проведённой предвыборной кампании. Единственный выживший после ДТП военачальник и эксперт в области военных операций Седат Бучак, был отпущен на свободу.
Некоторые тюркологи считают, что скандал стал «верхушкой айсберга» в ходе очередного витка передела военно-политического влияния среди авторитетных вождей «глубинного государства» и в процессе борьбы руководства НРО против регулярного вмешательства военной элиты в её дела.

## Лица, вовлечённые в скандал
- Мехмет Кемаль Агар, начальник полиции Турции до марта 1995 года; министр внутренних дел.
- Седат Бучак, основатель и председатель Партии истинного пути (либерально-демократической направленности), член турецкого меджлиса от ила Шанлыурфа, глава влиятельного и многочисленного (20 000 участников) клана сельской гвардии (тур. Geçici ve Gönüllü Köy Korucuları) Сиверека.
- Абдулла Чатлы — лидер ультранационалистической военизированной организации «Серые волки», профессиональный киллер и диверсант, авторитетный специалист в области подрывной деятельности.
- Айхан Чаркын — один из наиболее видных координаторов Департамента полиции по проведению спецопераций (Özel Harekât). Отдавал приказы о расправе над левыми активистами, участниками профсоюзного движения, оппозиционно настроенными повстанцами из различных этноконфессиональных групп. Имел репутацию одного из самых беспощадных карателей в системе полицейских учреждений Турции.
- Тансу Чиллер — турецкий парламентарий, сопредседатель Партии истинного пути, академик и экономист; была премьер-министром Турции с 1993 по 1996 год.
- Коркут Эркен — признанный специалист в военно-оборонной сфере, эксперт в изучении технологии применения сил специального назначения в самых разных условиях. Участвовал в создании курдских вооружённых формирований (в стиле «контргерильи») для участия в боях против отрядов народной самообороны, являвшейся боевых крылом РПК.
- Мехмет Эймюр — глава контртеррористического департамента Национальной разведывательной организации. В годы премьерства Тансу Чиллер был назначен руководителем отдела особой разведки. После 1998 года перебрался в Виргинию.
- Доган Гюреш — глава Генерального штаба Турции с декабря 1990 года по август 1994 года.
- Теоман Коман — командующий турецкой жандармерией, впоследствии принимавший деятельное участие в планировании «постмодернистского переворота» 1997 года.
- Лазим Измаэли и Аскар Симитко — сотрудники министерства разведки Ирана, этнические курды, репрессированные турецкими органами внутренней безопасности.
- Сёнмез Коксал — заместитель секретаря НРО. Посол Турции в Ираке с 1986 по 1990 год.
- Ибрахим Шахин — заместитель руководителя Департамента полиция по проведению спецопераций.
- Гонча Ус — подруга Абдуллы Чатлы, прозванная «королевой красоты» и «хит-женщиной турецкой мафии»[1].

## Расправа над иранскими агентами
28 января 1995 года были осуществлены расправы над двумя пойманными якобы иранскими шпионами курдского происхождения Лазимом Измаэли и Аскара Симитко, планировавшие осуществить диверсии на территории Турции. Считается, что оба являлись кротами, внедрившимися в структуру иранского разведывательного ведомства. В то же время ряд экспертов-аналитиков предполагают, что смерть обоих была связана с «возвратом долга» за крупные партии наркопоставок при невмешательстве турецких полицейских органов.

## Участие в попытке переворота в Азербайджане
В марте 1996 года появилась информация о том, что сотрудники особого департамента полиции по проведению операций приняли участие в попытке государственного переворота в Азербайджане (также именуемый «турецкий переворот в Баку»). 17 марта 1995 года специальные подразделения вооружённых сил Азербайджана окружили заговорщиков-повстанцев в их лагере и атаковали его, ликвидировав полковника Ровшана Джавадова, организатора протурецкого путча и руководителя сил повстанцев. По сведениям, ставшим достоянием гласности в ходе развития скандала в Сусурлуке, попыткой государственного переворота руководили представители турецких спецслужб, которые работали по заданию влиятельных политических группировок, относившихся к «Глубинному государству».

## Убийство Омера Люфтю Топала
28 июля 1996 года был убит турецкий «король казино» Омер Люфтю Топал. Его имя постоянно упоминалось в СМИ в связи с неоднократными подозрениями в организации каналов поставок и реализации наркотических веществ. По некоторым данным, его состояние на момент убийства достигло 1 миллиарда долларов США. Также представители служб правопорядка регулярно обвиняли Топала в совершении экономических преступлений, в том числе в легализации незаконно нажитых средств в особо крупных размерах. Расстрел «влиятельного турецкого предпринимателя» Омера Люфтю Топала был произведён из автомата Калашникова, при этом отпечатки пальцев Абдуллы Чатлы были предположительно обнаружены на барабане одного из пулемётов, из которых производились выстрелы. Убийство Топала, по мнению ряда тюркологов-обозревателей, стало началом сусурлукского скандала. Айхан Чаркын и некоторые другие чиновники внутриполитического ведомства, обвинённые в участии в убийстве, были впоследствии оправданы за отсутствием фактических доказательств. В 2008 году судья, выносивший приговор по этому делу, отметил, что его решение было продиктовано вскрывшимися фактами саботажа расследования.

## Автокатастрофа возле Сусурлука
Ключевым событием сусурлукского скандала стала автокатастрофа, которая произошла 3 ноября 1996 года приблизительно в 19:25 по местному времени. Mercedes-Benz W140, в котором находились депутат меджлиса от Партии истинного пути Седат Бучак, сам Абдулла Чатлы, его возлюбленная Гонджа Ус и заместитель начальника полиции Стамбула Хусейн Коджада, столкнулся с грузовиком, появление которого на дороге было внезапным и необъяснимым. Погибли все пассажиры «Мерседеса» кроме Бучака, которому по счастливой случайности удалось спастись — у него были диагностированы перелом челюсти и серьёзная черепно-мозговая травма. Впоследствии большинство следователей и независимых экспертов сошлись во мнении, что дорожно-транспортное происшествие с трагическим исходом было заранее спланированным преднамеренным убийством с целью обеспечить определённой лоббистской группе стратегический перевес и повлиять на очередной виток передела экономической собственности. Все жертвы происшествия, а также Мехмет Кемаль Агар остановились для конспиративной встречи в гостинице Onura Hotel в Кушадасы. Согласно плану ликвидации переговорщиков, Агар также должен был быть убит, однако представители службы разведки, лично преданные Агару, заблаговременно предупредили его о готовящемся покушении. Агар был проинформирован о планах убийц предпринимателем Сами Хоштаном, бывшим партнёром «короля казино» Топала (оправданный в 2001 году по делу о его убийстве), и поэтому глава турецкого МВД решил остаться в гостинице, что и спасло ему жизнь. Согласно отчёту прокуратуры Турции, сами погибшие в ДТП планировали инсценировать собственное убийство, но были убиты по-настоящему. Вскоре после трагического события были разоблачены тайные связи Абдуллы Чатлы и управляемых им организованных преступных группировок с государственными учреждениями и отдельными правящими политиками. Мехмет Кемаль Агар изначально отрицал какие-либо связи с криминальными структурами, однако в итоге после мощного медийного давления вынужден был подать в отставку, которая была одобрена 8 ноября 1996 года. Его преемница Мераль Акшенер, сообщила, что в рамках расследования преступления отправила в отставку начальника полиции Стамбула Кемаля Язычоглу, руководителя департамента полиции безопасности Ханефи Авджи и нескольких человек, занимавших руководящие должности в полицейском спецназе.

## Создание комиссии при меджлисе
12 ноября меджлис решил создать комиссию по расследованию противозаконных связей между полицейскими силами, политическими партиями и авторитетными ОПГ, контролировавшие наркобизнес, торговлю оружием, индустрию азартных игр и другие криминальные и околокриминальные сферы деятельности. К 22 декабря 1996 года президент Сулейман Демирель призвал руководителей объединиться и достичь компромисса с целью провести объективное и беспристрастное расследований правонарушений, чьи последствия оказались весьма тяжкими для безопасности государства. В итоге парламент Турции по итогам голосования 11 декабря лишил Агара и Бучака их депутатской неприкосновенности.

## Курдский вопрос: «Стратегия 1993»
Борьба с политическими силами курдов, отстаивающими идею о национальном суверенитете, достигла своей кульминации в первой половине 1990-х годов. Курдские повстанцы намеревались провозгласить независимость к 1994 году и образовать государство со столицей в Ширнаке. Боевые отряды курдской самообороны при РПК установили контроль над городами Ширнак и Джизре с помощью укреплённых постов в горах Джуди, Габбар и Намаз. Ведомства, ответственные за военную координацию, разработали «Стратегию 1993», целью которой было подавление курдского освободительного движения и недопущение отделения курдских регионов от Турции, в связи с чем полицейские структуры и мафия также должны были объединиться в борьбе за целостность государства. «Стратегия 1993» предполагала преследование и нейтрализацию отдельных лиц, оказывающих РПК финансовую помощь, а также превентивную поимку лидеров курдских индепендентистов, комплексную психологическую войну и постепенное перевооружение подразделений турецких ВВС. Предложение по принятию «Стратегии 1993» было подано на рассмотрение в Совет национальной безопасности, но поначалу оно было отклонено в связи с вмешательством президента Тургута Озала и генерала Эшрефа Битлиса, которые были принципиальными противниками силового урегулирования конфликтной ситуации в Турецком Курдистане, что входило в противоречие с экономическими интересами военного лобби. Тем не менее, уже в 1993 году генерал Битлис странным образом погиб в результате крушения самолёта, а президент Озал скоропостижно скончался от сердечного приступа, что также спровоцировало определённые подозрения и сомнения по поводу естественных причин его смерти. После неожиданного ухода из жизни обеих сторонников мирного сценария развития событий в Курдистане риторика премьер-министра Тансу Чиллер стала более резкой и категоричной.

## Приобретение вооружения, формирование диверсантов
Осуществлять «Стратегию 1993» был назначен генерал-лейтенант Хасан Кундакши, а в числе его помощников и советников были Абдулла Чатлы и Алааттин Чакыджи, которые привлекли к антикурдскому военному фронту примерно 2500 — 5000 (по разным данным) боевиков. Большинство из завербованных бойцов-диверсантов большая часть принимали участие в деятельности тайных военизированных группировок праворадикального толка, относившихся к «Контргерилье». Предполагается, что в течение этого периода такие значимые и влиятельные представители военно-политического истеблишмента Турции Айдын Ылтер (командующий силами жандармерии), спикер меджлиса Хусамеддин Джиндорук, Мехмет Кемаль Агар (на тот момент — шеф государственной полиции), Сулейман Демирель (президент) и Нахит Ментеше (новый министр внутренних дел) встречались несколько раз с лидерами племенных групп. Чиновники дали понять им, что государство сможет обеспечить их на дотационной основе любым оружием, которое может пригодиться им для ведения боевых действий. Военачальники потребовали в своё распоряжение три пулемёта MPG3, ручные противотанковые пулемётов, гаубицы и огнемёты, а также несколько полицейских танков. Две последних позиции были отклонены политиками из правящей коалиции, но военачальники договорились о том, что будут увеличены средства из госбюджета на поддержание государственной Сельской гвардии, подчиняющейся полевым командирам.

## Покупка оружия в Израиле
В сентябре 1993 года Агар, Экен, Шахин, Эртуджул Оган и поставщик оружия Эртадж Тинар отправились в Израиль через Цюрих. В Израиле Мехмет Кемаль Агар имел тайную встречу с высшими чиновниками израильской разведки, в ходе которых обсуждался вопрос о закупке различных видов вооружения для физической борьбы с курдскими повстанцами. В итоге Агар после непродолжительных переговоров смог получить дотацию от ÖHD (Департамент по спецоперациям) размером в 50 миллионов долларов США. Однако в дальнейшем была выплачена только половина от обещанных средств. По официальной документации вооружение, закупленное в Израиле, было пожертвовано компанией «Hospro», принадлежавшей Эртаджу Тинару, что уже указывало на экономическое преступление. Часть оружия, приобретённого по тайным каналам в Израиле, впоследствии исчезло, в частности, 10 9-мм Micro Uzi, 10 Super MGs, и 10 22-калиберных револьверов «Beretta» с глушителями, а также реактивный гранатомёт AL 50Hv. Впоследствии три пропавшие «Беретты» были обнаружены на месте ДТП в Сусурлуке. Вскоре началось уголовное преследование заместителя председателя ÖHD Ибрахима Шахина, однако он пострадал в автокатастрофе и якобы потерял память.

## Продолжение переговоров с Израилем
3 ноября 1994 года премьер-министр Тансу Чиллер, один из руководителей Национальной разведывательной организации Сёнмез Коксал, руководитель отдела внешней разведки Мехмет Эймюр и сам Агар снова посетили Израиль, чтобы подписать договор о взаимодействии в области разведывательной деятельности и контртеррористической политики. Фактически это была первая встреча премьер-министров Турции (Тансу Чиллер) и Израиля (Ицхак Рабин) за всё время турецко-израильских политических отношений. Частным образом Чиллер и Агар участвовали в засекреченных переговорах с офицерами Моссад, и одним из ключевых вопросов встречи было приобретение вооружение для поимки руководителя РКП Абдуллы Оджалана, который в это время скрывался от турецких властей на территории Сирии. В результате заключённой сделки большое количество стрелкового оружия было получено Отделом полицейского спецназа, например, две 12.7-калиберных винтовок «Беретта» с оптическим прицелом, 8 дробовиков, 280 автоматов-узи, 20 7.62-мм. винтовок Galli, 100 глушителей, 145 оптических прицелов для снайперских винтовок. Кан Дюндар полагает, что это вооружение использовалась в политических целях скорее, чем для покушения на влиятельного лидера курдов Оджалана.

## Судьба Тансу Чиллер
В это время Тансу Чиллер подверглась жестокой критике оппозиционно настроенных политических сил, в частности, лидер Рабочей партии Турции Догу Перинчек утверждал, что Чиллер и Агар координировали деятельность сросшихся спецслужбистских и криминальных группировок, относящихся к «Глубинному государству» и оказывали им политическую протекцию. В целом слияние властных структур, разведаппарата и криминальных праворадикальных группировок под управлением Абдуллы Чатлы было названо Перинечеком «мафиозной диктатурой» «Гладио». Особой критике Чиллер подверглась после того, как официально выступила с хвалебной речью в адрес Абдуллы Чатлы, оправдав его преступную деятельность тем, что он «получал раны во имя государства, страны и Родины». Вскоре всплыли данные о том, что Чиллер прибегала к помощи ультранационалистов в ходе борьбы с курдскими индепендентистами и Армянской секретной армией освобождения Армении, из-за чего её репутация в сознании большей части турецкого электората резко ухудшилась. В начале 1997 года Тансу Чиллер, не успев сформировать новый кабинет министров (в котором она бы заняла должность вице-премьера при Наджметтине Эрбакане), была отстранена от власти в результате тихого переворота («постмодернистского путча»), организованного влиятельными военными Исмаилом Кардауи и Теоманом Команом.

## Судьба Агара
Эксперт в области разведывательной деятельности Махир Каинак считает, что Агар намеревался довершить формирование «государства в государстве» путём создания как теневой армии из военных подразделений и спецсоединений Сельской гвардии, так и тайной военизированной службы безопасности внутри сил государственной полиции. Известно, что Агар предпринимал ряд действий, направленных на формирование альтернативной государственной системы. Например, ещё 19 октября 1984 года Агар, находившийся в должности заместителя начальника полиции Стамбула, провёл несколько конспиративных встреч с активистом ультранационалистического движения Турции Челалом Аданом с тем, чтобы приступить к формированию праворадикального неофашистского подполья. 4 сентября 1986 года националист Селим Каптаноглу в одном из интервью отметил, что членов его организации просили собирать чеки и ваучеры, а также взимать дань как с предпринимателей, чей бизнес был далёк от криминального, так и с боссов мафиозных группировок, которые затем распределялись следующим образом: часть средств направлялась лично Арпаслану Тюркешу и его организации «Бозкурт», другая часть отправлялась на нужды боевиков-ультранационалистов, находившихся в тюремном заключении; это незаконное изъятие и распределение средств происходило при активном содействии заместителя шефа полиции Стамбула Мехмета Кемаля Агара. Таким образом, участники банд вымогали деньги у бизнесменов, гарантируя им взамен жизнь или обещая победу в государственных тендерах.
Также следствием было установлено, что 5 декабря 1990 года он принял крупную взятку от Кемаля Качара, руководителя религиозно-мистической организации Сулеймани-ямиа (тур. Süleymancılar). С начала 1990-х годов Агар проталкивал членов ультранационалистических группировок на различные должности (в первую очередь, офицеров) в Полицейскую Академию, особенно во время вступительных экзаменов, состоявшихся 29 сентября 1993 года.
В результате Мехмет Кемаль Агар 15 сентября 2011 года был осуждён и приговорён к пяти годам тюремного заключения за «преступления, вскрывшиеся в результате скандала в Сусурлуке», но выпущен под испытательный срок в апреле 2013 года.

## Комментарии
1. ↑  Ahmet Zeydan, Tahir Adiyaman, Kamil Atak, Abdurrahman Ozbek, Suleyman Tatar, Abdurrahman Seylan, Hazim Abat, Osman Demir, Ramazan Cetin, Dilbaz Uncu, Isterder Ertus and Hakki Ture. The source that follows has details on the tribes of Adiyaman, Ture, Tatar, Babat, and Benek.
2. ↑  Failing to report let alone employing convicted criminals is a violation of Article 296 of the Turkish Criminal Code.